# Carmela Künzel
Carmela Künzel (* ? in Berlin) ist eine ehemalige deutsche Schönheitskönigin und Schauspielerin sowie Fotomodell. 
1959 wurde die Berliner Lehramtsstudentin in Baden-Baden zur Miss Germany gewählt.
Bei der Miss Universe 1959 am 24. Juli in Long Beach (Kalifornien, USA) erreichte sie das Halbfinale und bei der Miss Europe am 6. September in Palermo im gleichen Jahr Platz 4. 

## Filmografie
- 1961: Ach Egon!
- 1961: Immer Ärger mit dem Bett